# Скачков, Александр Афанасьевич
Александр Афанасьевич Скачков (1935—1994) — советский партийный и государственный деятель, председатель Октябрьского райисполкома (1975—1982), первый секретарь Биробиджанского райкома (1982—1989), председатель Совета народных депутатов Еврейской автономной области (1992—1994).

## Биография
Родился 12 марта 1935 года в селе Марьевка Кашарского района Ростовской области.
В 1953 году окончил Донецкий сельскохозяйственный техникум и начал свою трудовую деятельность агролесомелиоратором райсельхозуправления в поселке Больше-Крепинск Ростовской области.
После службы в Советской Армии в Дальневосточном военном округе, с 1958 года по 1966 год он — рабочий, заведующий клубом, дизелист, экономист лесопромышленного комбината на станции Кирга.
Окончив Всесоюзный заочный финансово-экономический институт в 1966 году, он переходит работать на Биробиджанский завод силовых трансформаторов. В этом коллективе Александр Афанасьевич трудится до 1970 года экономистом, начальником финансово-сбытового отдела, заместителем директора по экономическим вопросам.
В 1973 году с отличием окончил Хабаровскую Высшую партийную школу при ЦК КПСС.
С 1970 года по 1975 год он возглавляет промышленно-транспортный отдел Биробиджанского городского комитета Коммунистической партии Советского Союза.
В 1975 году Александра Афанасьевича избирают депутатом областного и Октябрьского районного Советов народных депутатов трудящихся, председателем Октябрьского райисполкома, членом областного комитета Коммунистической партии Советского Союза.
В 1982 году коммунисты Биробиджанского района избирают его первым секретарем районной партийной организации. С 1989 года по 1990 год он секретарь областного комитета Коммунистической партии Советского Союза.
В мае 1990 года сессия Совета народных депутатов Еврейской автономной области избирает его заместителем председателя областного Совета народных депутатов.
С 1992 года по 1994 год он председатель Совета народных депутатов Еврейской автономной области.
Умер 31 октября 1994 года в Биробиджане. Похоронен на кладбище села Кирга Биробиджанского района Еврейской автономной области.
Награждён орденом «Знак Почёта», медалями «За Доблестный труд. В ознаменование 100-летия со дня рождения В. И. Ленина», «Ветеран труда», нагрудным знаком «Отличник гражданской обороны СССР».